# 胡祖才
胡祖才（1961年12月9日—），男，浙江诸暨人。中华人民共和国政治人物，中国共产党党员。浙江大学化学工程系毕业，中欧国际工商学院在职工商管理硕士研究生学历。曾任国家发展和改革委员会副主任、国务院参事。

## 生平
1982年毕业于浙江大学化学工程系，进入国家计划委员会工作，历任外资司副处长、处长、副巡视员、副司长等职。1991年至1992年，挂职任河北省灵寿县县长助理。2004年2月至2006年1月，挂职任中共贵阳市委常委、贵阳市人民政府副市长。2006年6月，任国家发展改革委社会发展司司长。2010年1月，兼任国务院医改办公室副主任。2010年7月，任国家发展改革委副秘书长。2012年3月24日，升任国家发展和改革委员会副主任。
2021年9月，受聘为国务院参事。2022年12月28日，不再担任国家发展和改革委员会副主任职务。